# La Cible parfaite
Pour plus de détails, voir Fiche technique et Distribution.
La Cible parfaite (titre original : The Fearmakers, littéralement traduit, les Marchands de peur) est un film américain réalisé par Jacques Tourneur, sorti en 1958.

## Synopsis
Vétéran de la Guerre de Corée, de retour à Washington après deux ans de captivité dans un camp chinois et une période d'hospitalisation, Alan Eaton pense réintégrer l'institut de sondages qu'il a créé avec son associé Clark Baker. Il apprend sa mort accidentelle, peu après avoir vendu l'entreprise à Jim McGinnis. Alan rencontre un ancien client, le sénateur Walder, lequel lui laisse entendre que l'institut réalise désormais des sondages truqués afin d'influencer des choix électoraux, et lui suggère de reprendre son poste pour démasquer McGinnis. Il est aidé par la secrétaire de ce dernier, Lorraine Dennis...

## Fiche technique
- Titre original : The Fearmakers
- Titre : La Cible parfaite
- Réalisation : Jacques Tourneur
- Scénario : Elliot West et Chris Appley, d'après le roman The Fear Makers de Darwin Teilhet
- Directeur artistique : Serge Krizman
- Décors : James Roach
- Costumes : Frank Roberts
- Photographie : Sam Leavitt
- Son : John Kean
- Musique (et direction musicale) : Irving Gertz
- Montage : James Whittredge et Paul Laune (associé)
- Production : Martin H. Lancer
- Production associée : Leon Chooluck
- Société de production : Pacemaker Productions
- Société de distribution : United Artists
- Pays de production :  États-Unis
- Langue originale : anglais
- Format : noir et blanc — 35 mm — son Mono
- Genre : Drame
- Durée : 83 minutes
- Date de sortie : États-Unis : Octobre 1958

## Distribution
- Dana Andrews : Alan Eaton
- Dick Foran : Jim McGinnis
- Marilee Earle : Lorraine Dennis
- Mel Tormé : Barney Bond
- Veda Ann Borg : Vivian "Viv" Loder
- Kelly Thordsen : Harold "Hal" Loder
- Roy Gordon : sénateur Walder
- Joel Marston : Rodney Hillyer
- Dennis Moore : médecin militaire
- Oliver Blake : Dr Gregory Jessup
- Janet Brandt : secrétaire de Walder
- Fran Andrade : hôtesse de l'air

## Autour du film
- Ce film est le premier à évoquer la question de lobbyistes utilisant des sondages pour influencer les politiques publiques[1].
- Jacques Lourcelles, Dictionnaire du cinéma, les films, Bouquins Robert Laffont 1992. P. 539 - 540
- The Cinema of Nightfall, Jacques Tourneur, (en) Chris Fujiwara, The Johns Hopkins University press, 2000, P. 256 - 261.